# دول ابزا
دول ابزا، روستایی از توابع بخش لنده شهرستان کهگیلویه در استان کهگیلویه و بویراحمد ایران است.

## جمعیت
این روستا در دهستان عالی طیب قرار دارد و براساس سرشماری مرکز آمار ایران در سال ۱۳۸۵، جمعیت آن ۷۸ نفر (۱۵خانوار) بوده‌است.